# Rhein-Main Baskets
Die Rhein-Main Baskets sind eine Basketball-Spielgemeinschaft aus dem Rhein-Main-Gebiet, die zur Saison 2008/2009 aus den damaligen Zweitligisten TV Langen und TV Hofheim gegründet wurde. Es besteht eine strategische Partnerschaft mit dem ASC Theresianum Mainz als drittem Zweitligisten. Im April 2009 stieg das Team in die 1. Damen-Basketball-Bundesliga auf.

## Geschichte
Mit dem TV Langen, dem TV Hofheim und dem ASC Mainz spielte über Jahre drei Mannschaften aus dem Rhein-Main-Gebiet in der 2. Damen-Basketball-Bundesliga. Es wurden mehrere Jugend-Nationalspielerinnen hervorgebracht. Da sich keine der Mannschaften dauerhaft in der ersten Bundesliga etablieren konnte, konnten diese Spielerinnen nicht gehalten werden. Vor diesem Hintergrund wurde am 6. Juni 2008 die intensive Kooperation beschlossen. Es wurde angestrebt, dass eine Mannschaft in der ersten Bundesliga spielt und eine in der zweiten Bundesliga. Dieses Ziel wurde in der Spielzeit 2012/2013 erreicht. In den unterklassigen Ligen und in der Nachwuchsarbeit bleiben die drei Vereine weiterhin eigenständig und nehmen mit eigenen Mannschaften am Spielbetrieb teil.

## Mannschaften
Der Verein zog am 28. April 2015 seine erste Mannschaft aus dem Wettbewerb zurück. Sie hatte bis dahin in der 1. Damen-Basketball-Bundesliga gespielt, die bis dahin zweite Mannschaft trat in der 2. Damen-Basketball-Bundesliga an. Die stärksten U17-Spielerinnen spielen im WNBL-Team (dem gemeinsamen U-17 Jugendteam des TV Langen und des TV Hofheim) in der WNBL (Weibliche Nachwuchs-Basketball-Bundesliga).

## Spielorte
Der Verein trägt Heimspiele abwechselnd in der Langener Georg-Sehring-Halle und der Hofheimer Brühlwiesenhalle aus. 

## Erfolge
- Vize-Meister 2013
- Vize-Pokalsieger 2012, 2015